# Maurilio Leto
Maurilio Leto (Bagheria, 26 dicembre 1967) è un attore italiano.

## Biografia
Il suo nome anagrafico è Maurilio Scaduto. Nato a Bagheria, Maurilio Leto inizia a recitare in teatro, dove lavora fra gli altri con Giorgio Albertazzi, Maurizio Scaparro, Massimo Castri. Partecipa in seguito a varie fiction e film, tra cui Le cose che restano di Gianluca Maria Tavarelli. Nel 2012 interpreta il ruolo dell'agente Gallo nella fortunata serie de Il giovane Montalbano.
È fratello dell'attore Orio Scaduto

## Filmografia parziale

### Cinema
- Tu ridi, regia di Paolo Taviani e Vittorio Taviani (1998)
- Pecora nera, regia di Ascanio Celestini (2010)
- Una storia sbagliata, regia di Gianluca Maria Tavarelli (2015)

### Televisione
- Crimini, regia di Andrea Manni (2006)
- Caccia segreta, regia di Massimo Spano (2006)
- RIS, regia di Pier Belloni (2007)
- Il capo dei capi, regia di Enzo Monteleone e Alexis Sweet (2007)
- Aldo Moro - Il presidente, regia di Gianluca Maria Tavarelli (2008)
- Distretto di Polizia - serie TV, episodi 8x20-10x03 (2008-2010)
- Crimini bianchi, regia di Alberto Ferrari (2008)
- Distretto di polizia, regia di Alberto Ferrari (2010)
- Le cose che restano, regia di Gianluca Maria Tavarelli (2010)
- Squadra antimafia - Palermo oggi 4, regia di Beniamino Catena - serie TV, episodio 4x07 (2012)
- Il giovane Montalbano, regia di Gianluca Maria Tavarelli (2012-2015)

## Teatrografia parziale
- "Il giovane Faust", Regia di Maurizio Scaparro con Giorgio Albertazzi 1999
- "Il povero Piero", Regia di Alvaro Piccardi 2000
- "Falstaff e le allegre comari di Windsor", regia di Gigi Proietti con Giorgio Albertazzi 2002
- "Giulio Cesare", Regia di Antonio Calenda con Giorgio Albertazzi 2002
- "Questa sera si recita a soggetto", Regia di Massimo Castri con Valeria Moriconi 2003